# Animusic
Animusic — американская компания, специализирующаяся на создании трёхмерных визуализаций MIDI-музыки. Под названием Visual Music компания, основанная Уэйном Литтлом, известна с начала 1990-х гг.; в 1995 г. она получила сегодняшнее название.
Наибольшую известность компании принесло создание серии мультипликационных роликов, сгенерированных компьютером путём анализа MIDI-музыки и сопоставления ей действий и движений объектов, происходящих на экране. Эта технология, суть которой можно кратко описать как «музыка творит анимацию», получила название «MIDImotion».
К настоящему времени было выпущено два диска таких компиляций:
- Animusic: A Computer Animation Video Album (2001; переиздание на DVD в 2004);
- Animusic 2: A New Computer Animation Video Album (2005).

Как указано в FAQ на сайте компании, помимо технологии «MIDImotion», для моделирования, создания освещения, просчёта движений камеры и рендеринга используется 3ds Max; также применяются Corel Painter, Deep Paint 3D и Photoshop.

## Примеры роликов, созданных компанией
- https://web.archive.org/web/20070420010045/http://www.dailymotion.com/video/xrsa0_
- https://www.youtube.com/watch?v=toXNVbvFXyk
- https://www.youtube.com/watch?v=Cgt4DEBQy50